# Steve Kmak
Steve „Fuzz” Kmak (ur. 5 września 1970 roku) – amerykański gitarzysta basowy.
Kmak był współzałożycielem zespołu metalowego Brawl, w którym w latach 1994-1996 grał razem z gitarzystą Danem Deneganem i perkusistą Mikiem Wengrenem. Występowali w małych klubach w Chicago. Po przyjęciu do grupy Davida Draimana zmienili nazwę zespołu na Disturbed. Kmak był członkiem zespołu Disturbed w latach 1996-2003. W 2003 r. po zakończeniu trasy koncertowej Music as a Weapon II, został wyrzucony z grupy z powodu „osobistych różnic” między nim a Davidem. Zastąpił go John Moyer, który jest obecnym basistą.
Współtwórca dwóch pierwszych albumów zespołu Disturbed: The Sickness (2000) i Believe (2002).
„Fuzz” obecnie mieszka w Chicago, wraz z żoną i dwójką dzieci.